# تسلسل ماسلو الهرمي للاحتياجات

يوضح هذا الشكل تدرج الحاجات عند ماسلو، الاحتياجات الأكثر أهمية عند قاعدة الهرم

تدرج الحاجات أو تدرج ماسلو للحاجات أو هرم ماسلو (بالإنجليزية: Maslow's hierarchy of needs)‏ هي نظرية نفسية قدّمها العالم أبراهام ماسلو في ورقته البحثيّة «نظريّة الدافع البشري» عام 1943 في دورية «المراجعة النفسية» العلمية. ثُمّ وسّع ماسلو فِكرَته لتشمل مُلاحظاته حول الفضول البشري الفطري. تَتبع نظريَته فرعَ علم النفس التنموي الذي يدرس تطوّر ونمو الإنسان خلال المراحل المختلفة من حياتِه. وتناقش هذه النظرية ترتيب حاجات الإنسان ووصف الدوافع التي تُحرّكه؛ وتتلخص هذه الاحتياجات في: الاحتياجات الفسيولوجية، وحاجات الأمان، والاحتياجات الاجتماعية، والحاجة للتقدير، والحاجة لتحقيق الذات.
درسَ ماسلو عيّنات بشريّة وصفها بأنها «مثاليّة» مِثلَ ألبرت أينشتاين، وجين آدمز، وإليانور روزفلت، وفريدريك دوغلاس وذلك بدلاً من دراسته لأشخاص مُضطّربين أو مرضى. كما درسَ ماسلو 1% من طُلاب الجامعات الأصحّاء. وقد شرح نظريَته بالكامل وبشكل تفصيليّ في كتابِه «الدافع والشخصيّة» عام 1954. وبمرور الوقت، اشتهرت النظريّة واستُخدِمت بنطاق واسع في أبحاث علم الاجتماع والإدارة والتدريس في المراحل الثانويّة والتعليم العالي.

## هرم الاحتياج لدى الإنسان
تتدرج الحاجات حسب أهميتها في شكل هرمي، ويتكون هذا الهرم من:
- الاحتياجات الفسيولوجية.
- احتياجات الأمان
- الاحتياجات الاجتماعية
- الحاجة للتقدير
- الحاجة لتحقيق الذات

### الاحتياجات الفسيولوجية
وهي الاحتياجات اللازمة للحفاظ على الفرد وهي:
- الحاجة إلى التنفس
- الحاجة إلى الطعام
- الحاجة إلى الماء
- الحاجة إلى المأوى
- الحاجة إلى الجماع
- الحاجة إلى الإخراج
- الحاجة إلى النوم

والفرد الذي يعاني لفترات من عدم إشباع الحاجات الفسيولوجية، قد يرغب في المستقبل عندما يصبح قادراً أن يشبع هذه الحاجات في أن يشبعها بشكل مفرط، فمثلاً قد نجد أن الفقير عندما يصبح غنياً، تتجه معظم نفقاته إلى الأكل والشرب والزواج.

### حاجات الأمان
وفق هرم ماسلو، فإنه بعد إشباع الحاجات الفسيولوجية، تظهر الحاجة إلى الأمان وهي تشمل:
- السلامة الجسدية من العنف والاعتداء
- الأمن الوظيفي
- أمن الإيرادات والموارد
- الأمن المعنوي والنفسي
- الأمن الأسري
- الأمن الصحي
- أمن الممتلكات الشخصية ضد الجريمة

### الاحتياجات الاجتماعية
بعد إشباع الحاجات الفسيولوجية والأمان، تظهر الطبقة الثالثة وهي الاحتياجات الاجتماعية، وتشمل:
- العلاقات العاطفية
- العلاقات الأسرية
- اكتساب الأصدقاء

والبشر عموماً يشعرون بالحاجة إلى الانتماء والقبول، سواء إلى مجموعة اجتماعية كبيرة (كالنوادي والجماعات الدينية، والمنظمات المهنية، والفرق الرياضية) أو الصلات الاجتماعية الصغيرة (كالأسرة والشركاء الحميمين، والمعلمين، والزملاء المقربين)، والحاجة إلى الحب (الجنسي وغير الجنسي) من الآخرين، وفي غياب هذه العناصر الكثير من الناس يصبحون عرضة للقلق والعزلة الاجتماعية والاكتئاب.

### الحاجة للتقدير
هنا يتم التركيز على حاجات الفرد في تحقيق المكانة الاجتماعية المرموقة والشعور باحترام الآخرين له والإحساس بالثقة والقوة.

### الحاجة لتحقيق الذات
وفيها يحاول الفرد تحقيق ذاته من خلال تعظيم استخدام قدراته ومهاراته الحالية والمحتملة لتحقيق أكبر قدر ممكن من الإنجازات.

## نقد النظرية
تعرضت هذه النظرية لبعض الانتقادات يمكن إيجازها فيما يلي:
- تفترض النظرية ترتيباً وتدرجاً للحاجات، إلاّ أن بعض الناس قد تختلف في ترتيبهم لهذه الحاجات، فمثلاً الشخص المبدع قد يبدأ السلم من الحاجة لتحقيق الذات، وقد يهتم آخرون بالحاجات الاجتماعية.
- قد يصر بعض الناس على مزيد من الإشباع لحاجة معينة بالرغم من إشباعها بالفعل وهذا خلافاً لما تفترضه النظرية بأنه في حال إشباع حاجة معينة يتم الانتقال إلى إشباع حاجة أعلى منها في السلسلة.
- لم تهتم النظرية بتحديد حجم الإشباع اللازم للانتقال إلى الحاجة الأعلى منها مباشرة، بل إنها افترضت أن هناك إشباع فقط دون أن تحدد مقداره.
- تفترض النظرية أننا ننتقل من إشباع إحدى الحاجات إلى إشباع حاجة أخرى فور إشباع الحاجة الأدنى، ولكن يمكن المجادلة بأننا في الواقع نقوم بإشباع أكثر من حاجة في نفس الوقت.